# Please, Please, Please Let Me Get What I Want
Please, Please, Please Let Me Get What I Want è un brano della band inglese The Smiths.
Pubblicato originariamente come b-side del singolo William, It Was Really Nothing, il 24 agosto 1984, il brano venne successivamente inserito anche nelle raccolte Hatful of Hollow e Louder Than Bombs.

## Descrizione
(Morrissey intervistato da Melody Maker, 1987)
Registrato nel luglio del 1984, il brano è una ballads, un piccolo prodigio di 110 secondi dell'abilità compositiva del duo Morrissey/Marr, con una lunga coda strumentale in cui spicca il suono del mandolino, suonato dal produttore John Porter. Musicalmente, come in seguitò rivelò Marr, la fonte d'ispirazione per la melodia è da ricercarsi in un brano di Burt Bacharach dal titolo The Answer To Everything, inizialmente interpretata da Del Shannon, nel 1962: "Era qualcosa che i miei genitori mettevano in casa e toccò una corda in me perché suonava così familiare. Ho tentato di catturare l'essenza di quel brano, la sua impronta ed il senso di bramosia."
Il testo è una preghiera per una vita migliore e per uscire dall'isolamento in cui lo stesso protagonista si era cacciato (Good times for a change / See the luck I've had / Could make a good man turn bad). In questo senso l'ispirazione potrebbe ben essere il riferimento autobiografico al desiderio di Morrissey di formare un gruppo pop e il suo sogno di far parte dello showbiz, nel modo in cui lo aveva sognato per anni (So for once in my life / Let me get what I want / Lord knows it would be the first time).

## Cover
Questo brano è uno dei più famosi degli Smiths e fra i più amati e più di frequente interpretati da altri artisti, tra cui: Tinderbox, The Halo Benders, Franz Ferdinand, OK Go, Emilie Autumn, Amanda Palmer, Kaki King, Third Eye Blind, Kate Walsh, The Dream Academy e Josh Rouse.
La band Deftones ha incluso una versione di Please, please nella loro raccolta B-Sides & Rarities; i Muse l'hanno utilizzata come b-side del loro doppio singolo Hyper Music/Feeling Good.

## Colonne sonore
Please, Please è stato usato diverse volte nelle colonne sonore di film e telefilm, spot pubblicitari e programmi TV.
Il brano fa parte delle colonne sonore dei film Bella in rosa, Il quiz dell'amore, Una pazza giornata di vacanza, (500) giorni insieme ed utilizzata anche per il film Mai stata baciata, ma senza essere inserita nei crediti della colonna sonora ufficiale.
Una versione del brano, ad opera del duo She & Him, è parte della colonna sonora del film Disney del 2005, dal titolo Sky High - Scuola di superpoteri; quella della band inglese Clayhill è invece inserita nella scena finale del film This Is England diretto da Shane Meadows.

## Formazione
- Morrissey – voce
- Johnny Marr – chitarra
- Andy Rourke – basso
- Mike Joyce – batteria